# Stardew Valley
Stardew Valley (wörtlich übersetzt „Sterntautal“ oder „Sternentautal“) ist ein Computerspiel, das die Genres Simulationsspiel und Rollenspiel vereint. Es wurde von Eric Barone entwickelt und 2016 vom britischen Publisher Chucklefish veröffentlicht. Über alle Plattformen hinweg hat sich Stardew Valley über 30 Millionen Mal verkauft und gehört damit zu den meistverkauften Computerspielen.

## Handlung
Die Geschichte von Stardew Valley beginnt, als der Großvater des Protagonisten auf dem Sterbebett liegt. Dieser sendet der Spielfigur einen Brief mit seinen letzten Worten, der jedoch ungelesen bleibt. Im Spiel verstreichen mehrere Jahre und der Protagonist arbeitet in einem Büro für die Firma Joja. Schließlich beschließt er den Brief zu öffnen und erfährt, dass sein Großvater ihm eine Farm nahe Pelican Town, das sich in Stardew Valley befindet, vermacht hat. Der Protagonist beschließt zu kündigen, und die heruntergekommene Farm wieder aufzubauen.

## Spielprinzip
Das Spielprinzip und die zentralen Mechaniken sind stark an die Spielereihe Harvest Moon angelehnt. Die Pixelgrafik orientiert sich dabei an den ersten Spielen der Reihe, die für den SNES und den Game Boy entwickelt wurden. Der Spieler übernimmt einen heruntergekommenen Bauernhof, den er renovieren und bewirtschaften kann. Einen wichtigen Aspekt stellen soziale Interaktionen in der Spielwelt dar: Mit den Bewohnern der Region ist es möglich Freundschaften zu schließen und mit ausgewählten Charakteren auch eine Ehe zu schließen. Im Spiel kommen immer wieder Minispiele wie Angeln oder Münzspiele vor. Eine Aufgabe, die als größerer Handlungsrahmen dient, ist der Wiederaufbau des Gemeinschaftszentrums des Dorfes. Der Spieler ist dazu angehalten, verschiedene Gegenstände zu sammeln, was bis dahin gesperrte Teile der Karte, diverse Funktionen oder Ausrüstung freischaltet. Im Gegensatz zu Harvest Moon enthält Stardew Valley außerdem einen Kampfaspekt. In der verlassenen Mine kann sich der Spieler gegen Monster beweisen und wertvolle Mineralien sammeln. Sinkt eines Spielers Energie auf Null, wird dieser ohnmächtig, verliert eine zufällige Menge Geld und Gegenstände und erwacht am nächsten Tag im Bett seines Hauses.

## Entwicklung
Eric Barone programmierte das Spiel innerhalb der Entwicklungsumgebung von Microsofts XNA Framework in C#. Die Grafiken wurden mit Paint.NET gezeichnet, zum Komponieren der Spielmusik und der Sound-Effekte wurde Reason verwendet. Er brauchte für die Entwicklung des Spiels ungefähr vier Jahre. Es wurde anschließend in Zusammenarbeit mit dem Londoner Entwickler und Publisher Chucklefish veröffentlicht, der zuvor unter anderem Starbound entwickelte.
Im März 2022 gab Publisher Chucklefish bekannt, dass sich Barone endgültig von ihm getrennt habe und den Vertrieb von Stardew Valley auf allen Plattformen selbst übernehme. Darüber hinaus seien keine weiteren neuen Inhalte geplant.

## Rezeption
Stardew Valley erhielt laut Wertungsaggregator Metacritic „im Allgemeinen positive“ Bewertungen der Computerspielpresse.

„Das Spiel, das in jahrelanger Arbeit von einem einzigen Entwickler programmiert wurde, ist mehr als die Summe seiner zugegebenermaßen nicht sonderlich innovativen Teile. Alleine die schiere Liebe zum Detail, mit der das Tal des Sternentaus umgesetzt wurde, lässt einen allzu gerne und schnell die Zeit vergessen.“

Der Titel hat sich bis September 2021 über alle verfügbaren Plattformen hinweg weltweit über 15 Millionen Mal verkauft. Im Mai 2022 wurde die Marke von 20 Millionen verkauften Kopien erreicht, 13 Millionen davon für die PC-Plattformen.

### Auszeichnungen
| Preisverleihung                                | Kategorie                                                              | Resultat  | Datum der Auszeichnung |
| ---------------------------------------------- | ---------------------------------------------------------------------- | --------- | ---------------------- |
| Golden Joystick Awards 2016                    | Best Indie Game                                                        | Nominiert | 18. Nov. 2016          |
| Golden Joystick Awards 2016                    | PC Game of the Year                                                    | Nominiert | 18. Nov. 2016          |
| Golden Joystick Awards 2016                    | Breakthrough Award                                                     | Gewonnen  | 18. Nov. 2016          |
| The Game Awards 2016                           | Best Independent Game                                                  | Nominiert | 1. Dez. 2016           |
| Giant Bomb’s 2016 Game of the Year Awards      | Best Surprise                                                          | Nominiert | Dez. 2016              |
| Giant Bomb’s 2016 Game of the Year Awards      | Best Game                                                              | Nominiert | Dez. 2016              |
| Game Developers Choice Awards                  | Best Debut                                                             | Nominiert | Jan. 2017              |
| Independent Games Festival                     | Seumas McNally Grand Prize                                             | Nominiert | 1. März 2017           |
| SXSW Gaming Awards                             | Most Promising New Intellectual Property                               | Nominiert | 18. März 2017          |
| 13. British Academy Games Awards               | Best Game                                                              | Nominiert | 6. Apr. 2017           |
| National Academy of Video Game Trade Reviewers | Game of the Year                                                       | Nominiert | 20. März 2017          |
| National Academy of Video Game Trade Reviewers | Original Light Mix Score, New IP                                       | Nominiert | 20. März 2017          |
| National Academy of Video Game Trade Reviewers | Game, Simulation                                                       | Gewonnen  | 20. März 2017          |
| Steam Awards 2016                              | Ich fand das Spiel schon cool, bevor es eine Auszeichnung gewonnen hat | Nominiert | 2. Jan. 2017           |
| Steam Awards 2016                              | Beste Verwendung eines Bauernhoftiers                                  | Nominiert | 2. Jan. 2017           |
| Steam Awards 2017                              | Die Welt ist schlimm genug – lasst uns einfach miteinander auskommen   | Gewonnen  | 4. Jan. 2017           |